# Lubumbashi
Lubumbashi (dawniej, do 1966 r.: Élisabethville) – drugie co do wielkości miasto w Demokratycznej Republice Konga, w jej południowo-wschodniej części, stolica prowincji Górna Katanga. 
Ludność – 1,8 mln mieszkańców (2012).
Ośrodek przemysłowy i handlowy, zakłady chemiczne, włókiennicze, przetwórcze rud miedzi i kobaltu.
Główne centrum przemysłowe regionu górniczego leży 180 km na północny zachód od Ndola w Zambii. Lubumbashi to nazwa małej lokalnej rzeki. Miasto zostało założone przez belgijskich kolonistów w 1910 r. jako osada górnicza. W 1942 r. zostało oznaczone jako dzielnica miejska.
Większość regionalnych przedsiębiorstw wydobywczych ma swoją siedzibę w Lubumbashi, które jest centrum transportu produktów mineralnych (miedź, kobalt, cynk, kadm, german, cyna, mangan i węgiel) z miejscowości Likasi, Kolwezi, Kipushi i innych. Wydobycie minerałów zostało zdominowane przez organizację rządową, ale zagraniczne firmy wydobywcze są również widoczne.
Inne gałęzie przemysłu w mieście to drukarnie, browarnictwo, młyn i produkcja słodyczy, papierosów, cegieł i mydła. Lubumbashi ma audytorium obywatelskie, muzeum narodowe, katedrę rzymskokatolicką i Towarzystwo Historyków Kongo, a także uniwersytet (1955).

## Współpraca
Miejscowość partnerska:
- Liège, Belgia